# Ochock

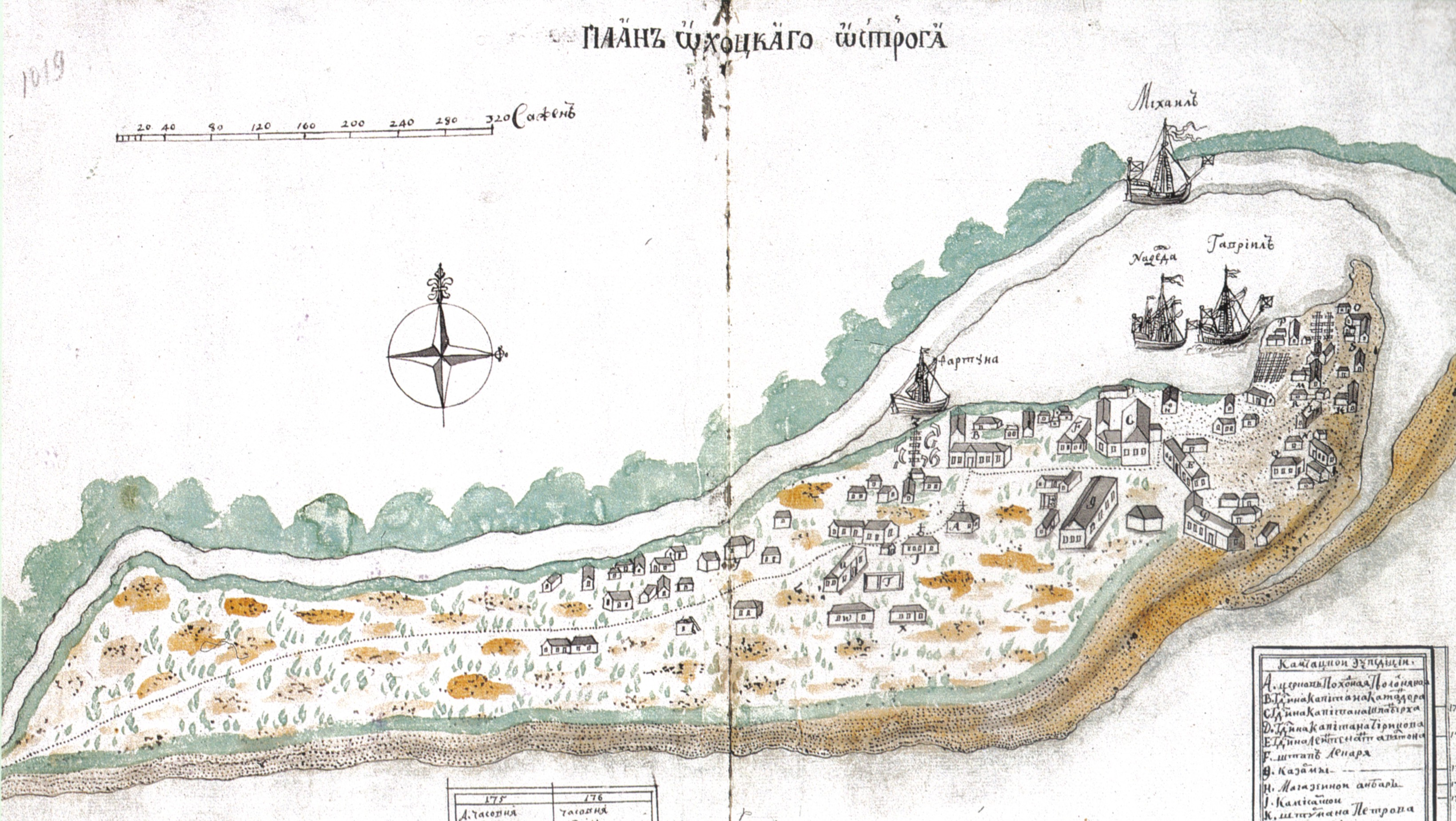
Mapa Ochocka z 1737

Ochock (ros. Охотск) – osiedle typu miejskiego w azjatyckiej części Rosji, w Kraju Chabarowskim, w rejonie ochockim. Port nad Morzem Ochockim.
Pierwsze miasto założone na Dalekim Wschodzie Rosji w roku 1647. W Ochocku miał swoją bazę duński podróżnik i odkrywca w służbie rosyjskiej Vitus Bering, który w czasie tych wypraw odkrył Cieśninę Beringa i Alaskę.
Liczbę mieszkańców w 2018 roku szacuje się na 3378 osób, co stanowi 51% mieszkańców rejonu ochockiego. W spisie powszechnym z 2010 roku było to 4215 osób, a w 2002 5738 osób.